# 易家训
易家训（1918年7月25日—1997年4月25日），贵州贵阳人，中国流体动力学家。中華民國中央研究院院士。

## 生平
易家训1937年考入国立中央大学工学院土木系，當時中大因抗戰遷到重慶沙坪壩，易家训于1941年毕业。先后在四川灌县（今都江堰市）水利实验室、贵阳桥梁公司工作，并执教于贵州大学。1945年赴美愛荷華大学学习，1948年获博士学位。毕业后后曾在美国威斯康辛大学、科罗拉多大学、加拿大不列颠哥伦比亚大学、法国南锡大学等校任教和指导研究。之后一直在密歇根大学任教授。1980年榮獲中華民國中央研究院第8屆(數理科學組)院士。
1997年4月25日逝世。

## 主要成就
易家训在流体力学领域成就卓著，曾经独创了“层流和内部波”理论、“稳定性理论”，提出了"重力波"；并把层流理论扩展应用到大气流动、海洋流动以及科学、环境、工业等方面的流动。从细小的烟缕、湍流、弥散等基本现象出发，通过深入研究，发展了应用极其广泛的非均匀流体力学的总理论。《不均匀流体动力学》为其经典著作。所编著的《流体力学》为大学经典教材。另有学术著作《易家训流体力学论文选集》，文学作品《记忆中的旧中国》。一生所获荣誉甚多，包括美国国家工程院院士、台湾中央研究院院士、密歇根大学建校150周年所颁杰出教授头衔、美国物理学会流体力学奖等。

## 外部連結
1. ↑  易家訓 逝世院士一覽表 （页面存档备份，存于） 中央研究院